# Ouistreham
Ouistreham è un comune francese di 9 261 abitanti situato nel dipartimento del Calvados nella regione della Normandia. È dotata di un piccolo porto per imbarcazioni da pesca, per natanti da turismo e per traghetti. È anche il porto della città di Caen, alla quale è collegata tramite il Canal de Caen à la Mer.

## Origini del nome
Il nome di Ouistreham è di origine germanica, non scandinava ma sassone, deriva da Westre, "ovest", e da ham, "abitazione".

## Storia
Il 6 giugno 1944 il No. 4 Commando sbarcò a Sword Beach, ovvero a Ouistreham, proseguendo la sua marcia fino al Ponte Pegasus, dove, supportati dai partigiani francesi combatterono accanitamente contro i tedeschi.

### Simboli
Questo stemma riproduce elementi che ricordano diversi periodi storici e i domini feudali che hanno segnato la storia della città. È riportato l'emblema dell'abbazia della Santa Trinità di Caen (Abbaye aux Dames de Caen), di cui Ouistreham era una baronia fino alla Rivoluzione francese, ma si differenzia per il capo. Era composto dai simboli dell'Inghilterra (tre leopardi d'oro su fondo rosso) e della Normandia (due leopardi su fondo rosso), richiamando così gli scambi molto stretti tra le due regioni, e dallo stemma delle Fiandre (leone nero su fondo oro), in riferimento a Matilde di Fiandra, moglie di Guglielmo il Conquistatore, che era legata all'abbazia di Caen (da cui il pastorale sul leone fiammingo). Il colore azzurro del capo evoca il mare e la zona costiera della cittadina. Lo scudo è sormontato dalla corona muraria di comune e accollato ad un tridente.

## Società

### Evoluzione demografica
Abitanti censiti

## Cultura
Ad Ouistreham è ambientato uno dei più famosi romanzi della serie del commissario Maigret di Georges Simenon, Il porto delle nebbie (1932).
Vi è ambientato anche Tra due mondi (Ouistreham), film del 2021 diretto da Emmanuel Carrère, liberamente tratto dal libro Le Quai de Ouistreham di Florence Aubenas.

## Amministrazione

### Gemellaggi
- Braine-l'Alleud, dal 1954
- Lohr am Main, dal 1993
- Angmering, dal 1976